# INS Sindhuratna
L'INS Sindhuratna (pennant number : S59) est un sous-marin diesel-électrique de classe Sindhughosh de la marine indienne.

## Conception
L’INS Sindhuratna fait partie des 20 sous-marins d'attaque diesel-électriques de la marine indienne, et des 10 sous-marins de classe Kilo de 2300 tonnes. Un de ces navires (INS Sindhudhvaj), a déjà été retiré du service. Un autre (INS Sindhurakshak) a été perdu dans un accident. Un troisième (INS Sindhuvir) a été transféré à la marine birmane, si bien que la flotte de classe Kilo est réduite à seulement sept unités. Plusieurs de ces navires ont achevé (ou sont en voie de terminer) leur programme de modernisation et de remise en état majeure (en anglais : Major Refit and Life Certification MRLC) qui prolongera leur durée de vie et leur donnera 10 années de service supplémentaires, ce qui signifie qu’ils seront mis hors service d’ici 2030-2032. Il s’agit des INS Sindhughosh (navire de tête de la classe, lancé en 1986), INS Sindhuraj (3e navire, lancé en 1987), INS Sindhuratna (5e navire, lancé en 1989) et INS Sindhukesari (6e navire, lancé en 1989).

## Engagements

### Accident du 26 février 2014
Le 26 février 2014, de la fumée a été détectée sur l’INS Sindhuratna au large des côtes de Bombay. 4 à 5 des marins à bord sont tombés inconscients de suffocation et ont été transportés par avion vers un hôpital de Mumbai. L’officier sous-marin le plus haut gradé du Western Naval Command était à bord. Deux hommes sont décédés et sept autres ont été blessés. La cause de l’incendie reste inconnue. Selon les rapports, la fumée a envahi le compartiment étanche n°3, dans la zone d’hébergement des marins, lorsque le sous-marin était sous l’eau lors d’une mission d’entraînement,.
Les deux officiers tués dans l’accident étaient le lieutenant commander Kapish Muwal et le lieutenant Manoranjan Kumar. Leurs funérailles ont été menées avec tous les honneurs militaires, avec le pavillon de la marine mis en berne,.
L’accident a déclenché une controverse nationale, en raison des graves déficiences de gestion et concernant l’entretien des matériels de la défense qu’il a révélé. Bien que d’une ampleur considérable, cet accident n’est pas unique en son genre. Il s’agit en fait du onzième incident de ce type au cours des six derniers mois. De l’INS Sindhurakshak qui a coulé en août 2013 au récent accident de l'INS Sindhuratna, il semble que les sous-marins indiens soient dans un état lamentable. Selon des sources navales, il est impératif qu’un sous-marin ne soit pas utilisé pendant plus de deux décennies. Or l’INS Sindhuratna est vieux de 26 ans. Cependant, il a été réaménagé et mis en œuvre malgré des avertissements contre cette ligne de conduite. Les familles des deux jeunes officiers qui ont perdu la vie, le lieutenant commander Kapish Munwal et le lieutenant Manoranjan Kumar, ont affirmé que leurs garçons avaient été appelés au service alors même qu’on savait que le sous-marin n’était pas prêt à prendre la mer et pouvait subir une défaillance mécanique à tout moment. L’amiral D.K. Joshi, assumant la responsabilité morale de l’accident, a remis sa démission et le ministre de la Défense Arackaparambil Kurian Antony l’a acceptée sans aucune réticence, presque instantanément. Il subsiste cependant de sérieux doutes sont jetés sur le fonctionnement du ministère de la Défense indien.